# Venantino Venantini
Venantino Venantini (ur. 17 kwietnia 1930 w Fabriano w prowincji Ankona we Włoszech, zm. 8 października 2018 w Viterbo) – włoski aktor filmowy. W ciągu trwającej od początku lat 50 kariery wystąpił w ponad 150 filmach; zarówno w produkcjach włoskich, francuskich jak i amerykańskich. Pojawił się w kilku komediach u boku Louisa de Funèsa: Gamoń (1965), Sławna restauracja (1966), Mania wielkości (1971).

## Filmografia
- Gamoń (1965) jako gangster Mickey „Jąkała”
- Udręka i ekstaza (1965) jako Paris de Grassis
- Sławna restauracja (1966) jako Henrique
- Bitwa o Anzio (1968) jako kpt. Burns
- Gangsterski walc (1971) jako Tosca
- Był sobie glina... (1971) jako Felice
- Mania wielkości (1971) jako Del Basto, grand Hiszpanii
- Number one (1973) jako Leo
- Całe nasze życie (1974) jako Włoch
- Emmanuelle 2 (1975) jako gracz w polo
- Czarna Emmanuelle (1975) jako William Meredith
- Emmanuelle na wschodzie (1976) jako David
- Pustynna bitwa (1978) jako Michael
- Klatka szaleńców (1978) jako szofer Cherierra
- Glina czy łajdak (1979) jako Mario
- Wielka Stopa w Egipcie (1979)
- Miasto żywej śmierci (1980) jako pan Ross
- Herkules 2 (Le avventure dell’incredibile Ercole, 1985) jako starszy duchowny
- Zaklęta w sokoła (1985) jako sekretarz biskupa
- Lody waniliowo-truskawkowe (1989) jako Anselmo
- Królewska faworyta (1990) jako Luis de Arragon
- Śmierć na sprzedaż (1991)
- Zawsze chciałem być gangsterem (2007) jako Joe
- Chyba to miłość (2007) jako Della Ponte